# Springer Protocols
Springer Protocols va ser una base de dades de protocols de ciències de la vida publicada per Springer Science+Business Media. Va reemplaçar BioMed Protocols, una base de dades d'Humana Press, el gener de 2008, i va ser desactivada el 25 de juliol de 2018. Els protocols estaven disponibles al lloc web de SpringerLink.
Els protocols són "receptes" que permeten als científics recrear experiments en el seu propi laboratori. Springer Protocols contenen més de 33.000 protocols, la majoria dels quals es deriven de la sèrie de llibres Methods in Molecular Biology, publicada sota el segell d'Humana Press. Aquesta sèrie de llibres, editada per [[John M. Walker]] des de 1984, conté més de 1.100 volums i ha generat diverses sèries de llibres relacionats.

## Àrees d'estudi
Springer Protocols van consistir en protocols de moltes sèries de llibres d'Humana Press, entre els quals destaquen Methods in Molecular Biology, Methods in Molecular Medicine, Methods in Biotechnology, Methods in Pharmacology and Toxicology, i Neuromethods. Entre els temes tractats es troben la bioquímica, la bioinformàtica, la biotecnologia, la investigació del càncer, la biologia cel·lular, la genètica/genòmica, la imatge/radiologia, laimmunologia, les malalties infeccioses, la microbiologia, la medicina molecular, la neurociència, la farmacologia/toxicologia, les ciències vegetals, i la ciència proteica.

## Dades específiques del lloc web
El lloc web va ser allotjat per la plataforma JournalStore del proveïdor de revistes en línia MPS Technologies. Entre les funcions del lloc es trobaven la indexació de text complet, els canals RSS, les adreces d'interès, les cerques guardades, les seccions de comentaris per a cada protocol i la càrrega d'un protocol. El lloc també va comptar amb els protocols de vídeo, produïts juntament amb el Journal of Visualized Experiments, un diari de vídeo basat en la web per a la investigació biològica.